# Barocius (cráter)
Barocius es un antiguo cráter de impacto que se encuentra en las escarpadas tierras altas del sur de la Luna. Se localiza justo al sureste del gran cráter Maurolycus. Al sudoeste de Barocius se halla Clairaut, y al sursureste aparece Breislak.

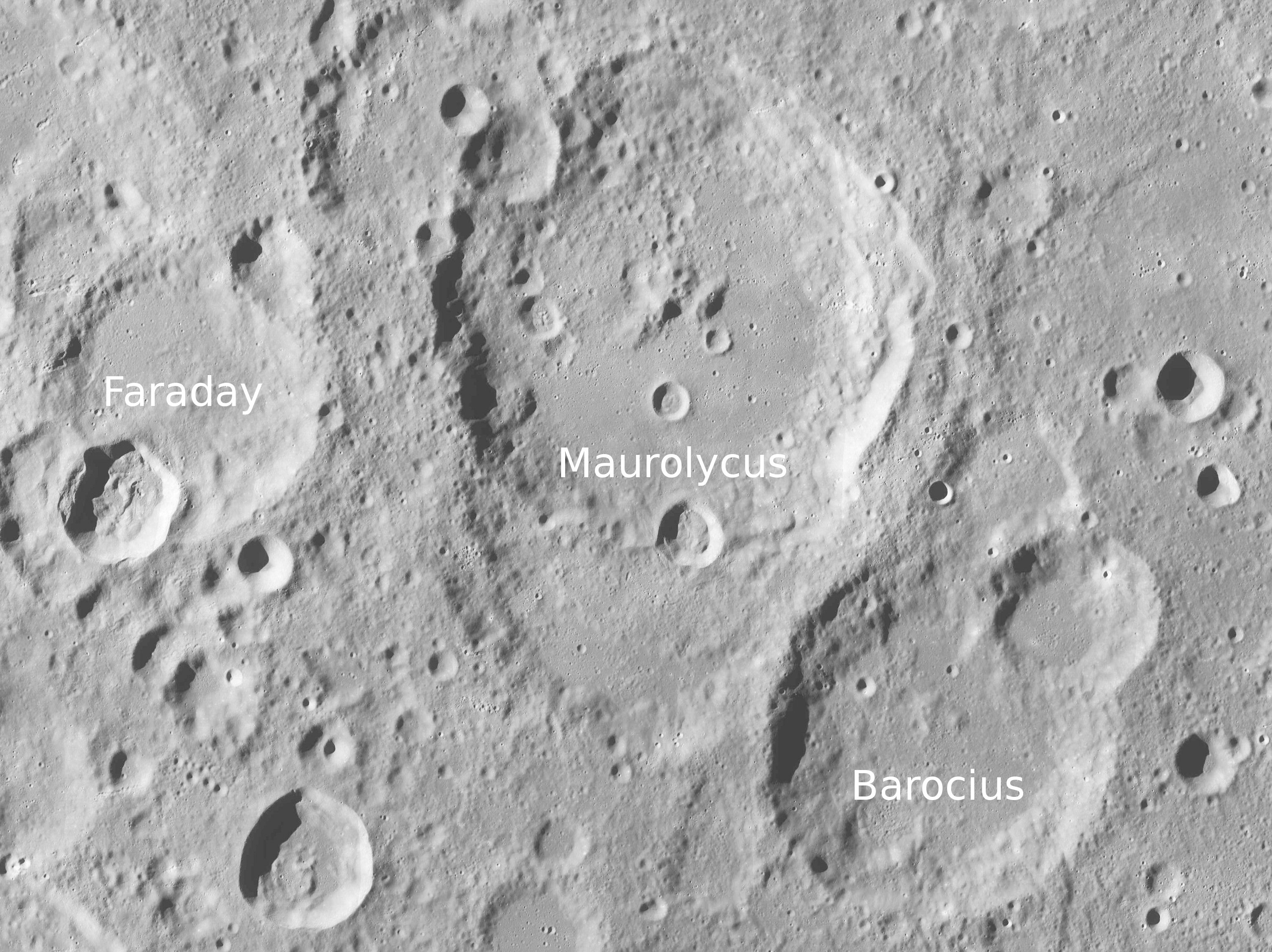
Fotografía de la misión Lunar Reconnaissance Orbiter

El borde de Barocius se ha desgastado y erosionado por innumerables impactos posteriores. De ellos el más notable es Barocius B que se encuentra al otro lado del extremo noreste, y invadiendo parcialmente Barocius C. Se puede observar el remanente de un cráter, Barocius W, que se encuentra justo dentro de la pared interior del suroeste. En el suelo interior se localiza el pico central, con un desplazamiento hacia el norte respecto al punto medio.

## Cráteres satélite
Por convención estas características son identificadas en mapas lunares poniendo la letra en el lado del cráter punto medio que está más cerca de Barocius.
|          | \| Barocius \| Coordenadas \| Diámetro \| \| -------- \| ------------------------------- \| -------- \| \| B \| 44°08′S 18°17′E / -44.13, 18.29 \| 36,6 km \| \| C \| 43°07′S 17°29′E / -43.11, 17.48 \| 35,8 km \| \| D \| 46°04′S 19°11′E / -46.06, 19.18 \| 8,7 km \| \| E \| 47°14′S 22°09′E / -47.24, 22.15 \| 23,6 km \| \| EC \| 48°13′S 22°29′E / -48.22, 22.49 \| 7,7 km \| \| F \| 45°55′S 21°36′E / -45.92, 21.60 \| 15,4 km \| \| G \| 42°31′S 21°02′E / -42.52, 21.03 \| 27,6 km \| \| H \| 46°43′S 21°38′E / -46.71, 21.63 \| 10,6 km \| \| J \| 44°58′S 21°25′E / -44.97, 21.41 \| 27,2 km \| \| K \| 45°13′S 19°38′E / -45.22, 19.63 \| 13,6 km \| \| L \| 42°30′S 18°49′E / -42.50, 18.81 \| 13,0 km \| \| M \| 42°27′S 19°29′E / -42.45, 19.48 \| 15,8 km \| \| N \| 43°12′S 19°46′E / -43.20, 19.76 \| 10,1 km \| \| O \| 45°45′S 21°56′E / -45.75, 21.93 \| 5,4 km \| \| R \| 43°55′S 21°32′E / -43.91, 21.53 \| 14,3 km \| \| S \| 42°30′S 21°49′E / -42.50, 21.82 \| 8,3 km \| \| W \| 45°41′S 16°13′E / -45.68, 16.21 \| 18,9 km \| |          |
| Barocius | Coordenadas | Diámetro |
| B        | 44°08′S 18°17′E / -44.13, 18.29 | 36,6 km  |
| C        | 43°07′S 17°29′E / -43.11, 17.48 | 35,8 km  |
| D        | 46°04′S 19°11′E / -46.06, 19.18 | 8,7 km   |
| E        | 47°14′S 22°09′E / -47.24, 22.15 | 23,6 km  |
| EC       | 48°13′S 22°29′E / -48.22, 22.49 | 7,7 km   |
| F        | 45°55′S 21°36′E / -45.92, 21.60 | 15,4 km  |
| G        | 42°31′S 21°02′E / -42.52, 21.03 | 27,6 km  |
| H        | 46°43′S 21°38′E / -46.71, 21.63 | 10,6 km  |
| J        | 44°58′S 21°25′E / -44.97, 21.41 | 27,2 km  |
| K        | 45°13′S 19°38′E / -45.22, 19.63 | 13,6 km  |
| L        | 42°30′S 18°49′E / -42.50, 18.81 | 13,0 km  |
| M        | 42°27′S 19°29′E / -42.45, 19.48 | 15,8 km  |
| N        | 43°12′S 19°46′E / -43.20, 19.76 | 10,1 km  |
| O        | 45°45′S 21°56′E / -45.75, 21.93 | 5,4 km   |
| R        | 43°55′S 21°32′E / -43.91, 21.53 | 14,3 km  |
| S        | 42°30′S 21°49′E / -42.50, 21.82 | 8,3 km   |
| W        | 45°41′S 16°13′E / -45.68, 16.21 | 18,9 km  |